# Текила Бум
Текила бум — один из самых популярных коктейлей на основе текилы. Характерная особенность  напитка — подача во вспененном виде.
Крепость напитка порядка 14°.

## Состав
По своему составу классический Текила бум относится к самым простым коктейлям. Он состоит лишь из двух основных компонентов — текилы и лимонада: чаще всего это Sprite, реже — 7UP или тоник Schweppes; в Европе можно заказать «Текилу бум» с имбирным элем или даже пивом. Стандартное соотношение текилы и газированного напитка  — один к двум.
Существует точка зрения, что коктейль является продолжением линейки Текила сламмер (где текила смешивается с игристым вином).

## Приготовление и подача
Ингредиенты смешиваются непосредственно в бокале рокс (олд фешен). Стандартный объём одной порции —150 мл (реже 90-100 мл).
Далее наступает самый важный момент: бокал, накрытый ладонью (через салфетку из соображений гигиены) ударяется дном об поверхность барной стойки или стола; обычно удар один, но иногда их число доходит до трёх.  Полученный вспененный напиток подается посетителю, которому рекомендуется выпить его немедленно: фактически в форме пены, т.е. залпом или в несколько быстрых глотков.
В некоторых барах применяется экстремальный метод подачи коктейля: на  голову клиента надевается каска, по которой и производится удар дном стакана.

## Эффект
Использование в составе коктейля газированной составляющей и подача его во вспененном виде приводит к быстрому и эффективному всасыванию алкоголя в кровь — и, как следствие, опьянению.